# 1585 Broadway
Der 1585 Broadway, auch bekannt als Morgan Stanley Building, ist ein knapp 209 Meter hoher Wolkenkratzer in Manhattan in New York City und der Hauptsitz von Morgan Stanley.

## Beschreibung
Der Büroturm befindet sich im Theater District am Broadway zwischen der West 47th und 48th Street am nördlichen Ende des Times Square in Midtown Manhattan. Direkte Nachbargebäude sind die Hotels Hyatt Regency Times Square im Norden sowie Hotel Edison und W New York – Times Square mit dem markanten „W“ auf dem Dach im Süden.
Kurz bevor der Bau von 1585 Broadway im Jahr 1989 am Duffy Square, dem nördlichen Abschnitt des Time Square, begann, unterzeichnete Bauträger David S. Solomon einen 20-Jahres-Vertrag mit der Anwaltskanzlei Proskauer Rose für 33.900 Quadratmeter. Der Vertrag war ein Meilenstein für den Immobilienmarkt in Manhattan, so entstanden hier in den folgenden Jahren weitere Wolkenkratzer.
1585 Broadway wurde von Emery Roth & Sons entworfen und von 1989 bis 1990 erbaut. Das Bauwerk besteht aus einem niedrigen Sockel mit Rücksprüngen, die in den 208,8 m hohen Turm übergehen. Die Fassade ist am Sockel mit großen Werbeflächen gestaltet. Die Obergeschosse verfügen über eine Glasfassade mit Aluminiumzwickeln sowie ein gläsernes Giebeldach. Die Haupteingänge befinden sich in der 47th und 48th Street, während an der Broadway-Seite Geschäfte liegen.
Die Anwaltskanzlei Proskauer Rose zog nach der Fertigstellung des Wolkenkratzers als Mieter in das Gebäude ein. Das Investmentbankingunternehmen Morgan Stanley kaufte das Gebäude für 176 Millionen US-Dollar im August 1993 und zog zwei Jahre später ein. Das Gebäude ist seit 1995 ihr globaler Hauptsitz. Nach dem Auszug von Proskauer Rose 2010 expandierte Morgan Stanley in deren ehemaligen Räumlichkeiten und renovierte Mitte der 2010er Jahre das Bürogebäude. Bei einer 2024/25 erfolgten Renovierung erhielt das Podium eine neue großflächige Glas-Vorhangfassade und neugestaltete LED-Werbeflächen.
1585 Broadway verfügt über eine die LEED-Gold-Zertifizierung für seine energieeffizienten Funktionen.

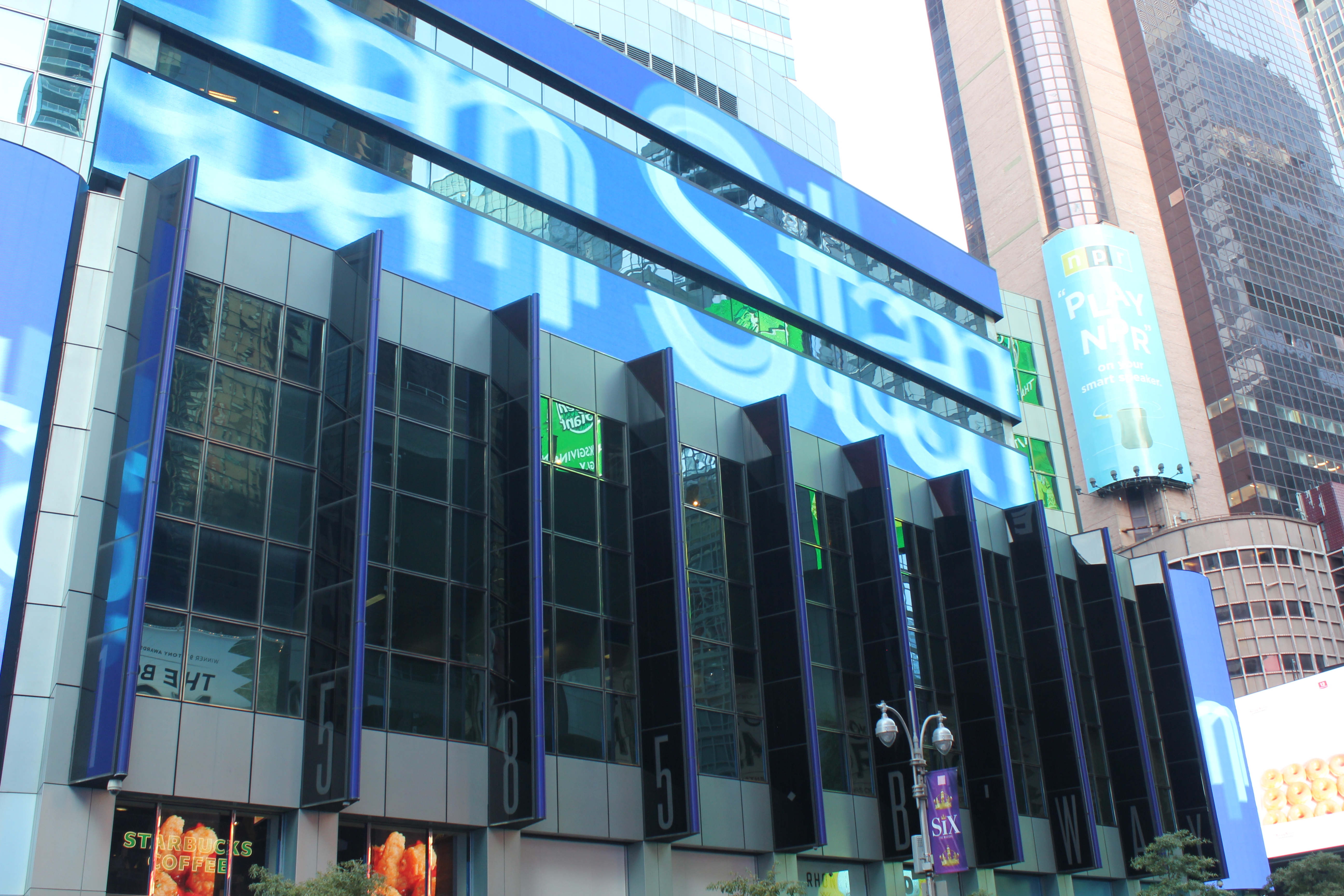
Adressen-Signatur an der Basis

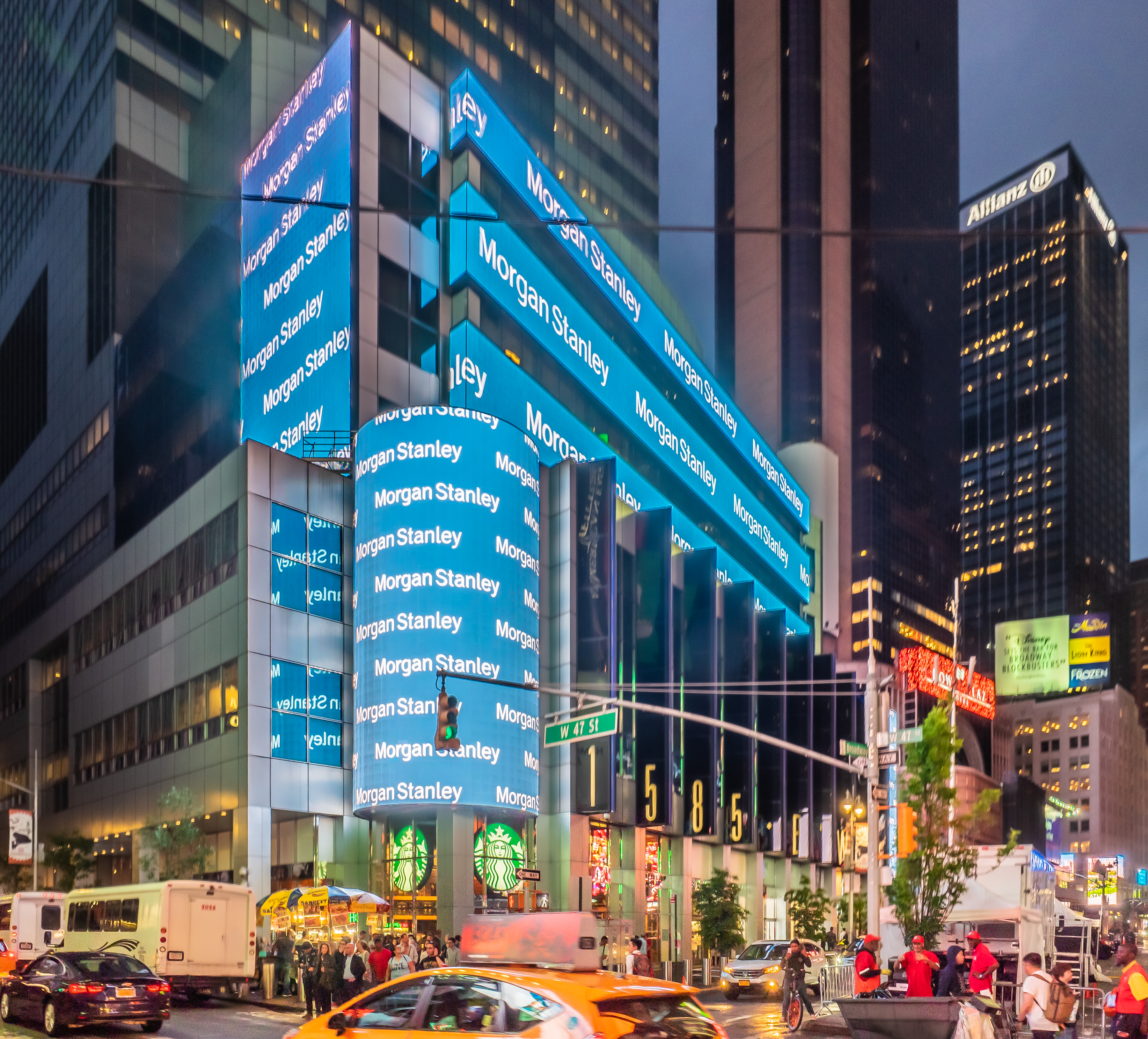
Das Gebäude bei Nacht

## Awards
- BOMA Award 1998
- BOMA Award 1997